# Cairate
Cairate est une commune italienne de la province de Varèse dans la région Lombardie en Italie.

## Toponyme
Provient du nom latin de personne Carius avec l'ajout du suffixe -ate.

## Administration
| Période                                  | Période  | Identité     | Étiquette | Qualité      |
| ---------------------------------------- | -------- | ------------ | --------- | ------------ |
| 30/5/2006                                | En cours | Clara Fanton |           | entrepreneur |
| Les données manquantes sont à compléter. |          |              |           |              |

### Hameaux
Bolladello, Peveranza, Roncaccio, C.na Cattaneo, Allodola, C.na Bianchi

### Communes limitrophes
| Carnago         | Castelseprio  | Lonate Ceppino  |
| Cassano Magnago | Cairate       | Tradate         |
|                 | Fagnano Olona | Locate Varesino |

## Personnalités
- Luigi Maurizio Tedeschi (1867-1944), harpiste et compositeur italien, est mort à Cairate.